# Campionati del mondo di atletica leggera indoor 2012 - 3000 metri piani maschili
I 3000 metri piani maschili si sono tenuti il 9 e il 10 marzo 2012. Si sono qualificati 21 atleti. Il tempo di qualificazione era di 7'54"00.

## Risultati

### Batterie
Si qualificano alla fiale u primi 4 più i migliori 4 tempi.
| Pos | Batt. | Nome                    | Nazione                | Time    | Note  |
| --- | ----- | ----------------------- | ---------------------- | ------- | ----- |
| 1   | 1     | Edwin Soi               | Kenya (bandiera)       | 7:49.49 | Q     |
| 2   | 1     | Craig Mottram           | Australia (bandiera)   | 7:49.62 | Q, SB |
| 3   | 1     | Moses Ndiema Kipsiro    | Uganda (bandiera)      | 7:49.71 | Q     |
| 4   | 1     | Yenew Alamirew          | Etiopia (bandiera)     | 7:49.92 | Q     |
| 5   | 1     | Lopez Lomong            | Stati Uniti (bandiera) | 7:50.36 | q, SB |
| 6   | 1     | Yoann Kowal             | Francia (bandiera)     | 7:50.47 | q     |
| 7   | 1     | Arne Gabius             | Germania (bandiera)    | 7:50.70 | q     |
| 8   | 1     | Elroy Gelant            | Sudafrica (bandiera)   | 7:52.35 | q, PB |
| 9   | 1     | Bilisuma Shugi          | Bahrein (bandiera)     | 7:53.62 |       |
| 10  | 1     | Juan Luis Barrios       | Messico (bandiera)     | 7:54.07 | NR    |
| 11  | 2     | Augustine Kiprono Choge | Kenya (bandiera)       | 7:57.49 | Q     |
| 12  | 2     | Mo Farah                | Regno Unito (bandiera) | 7:57.59 | Q     |
| 13  | 2     | Bernard Lagat           | Stati Uniti (bandiera) | 7:57.68 | Q     |
| 14  | 2     | Dejen Gebremeskel       | Etiopia (bandiera)     | 7:57.69 | Q     |
| 15  | 2     | Hayle İbrahimov         | Azerbaigian (bandiera) | 7:57.79 |       |
| 16  | 2     | Yohan Durand            | Francia (bandiera)     | 7:59.10 |       |
| 17  | 2     | Víctor García           | Spagna (bandiera)      | 7:59.85 |       |
| 18  | 2     | Polat Kemboi Arıkan     | Turchia (bandiera)     | 8:02.37 |       |
| 19  | 2     | Alemu Bekele            | Bahrein (bandiera)     | 8:02.83 |       |
| 20  | 2     | Robert Kajuga           | Ruanda (bandiera)      | 8:07.44 | PB    |
| 21  | 2     | Cornelius Panga         | Tanzania (bandiera)    | 8:15.20 | PB    |

### Finale
| Rank | Name                    | Nationality            | Time    | Notes |
| ---- | ----------------------- | ---------------------- | ------- | ----- |
| 1    | Bernard Lagat           | Stati Uniti (bandiera) | 7:41.44 | SB    |
| 2    | Augustine Kiprono Choge | Kenya (bandiera)       | 7:41.77 |       |
| 3    | Edwin Cheruiyot Soi     | Kenya (bandiera)       | 7:41.78 |       |
| 4    | Mo Farah                | Regno Unito (bandiera) | 7:41.79 |       |
| 5    | Dejen Gebremeskel       | Etiopia (bandiera)     | 7:42.60 |       |
| 6    | Lopez Lomong            | Stati Uniti (bandiera) | 7:44.16 | PB    |
| 7    | Moses Ndiema Kipsiro    | Uganda (bandiera)      | 7:44.59 |       |
| 8    | Arne Gabius             | Germania (bandiera)    | 7:45.01 |       |
| 9    | Yenew Alamirew          | Etiopia (bandiera)     | 7:45.15 |       |
| 10   | Yoann Kowal             | Francia (bandiera)     | 7:47.81 |       |
| 11   | Craig Mottram           | Australia (bandiera)   | 7:48.23 | SB    |
| 12   | Elroy Gelant            | Sudafrica (bandiera)   | 7:48.64 | NR    |